# Fokföldi nyúl
A fokföldi nyúl az emlősök (Mammalia) osztályának nyúlalakúak (Lagomorpha) rendjébe, ezen belül a nyúlfélék (Leporidae) családjába tartozó faj.
Egyes rendszertani besorolások, a fokföldi nyúlat a Lepus nemen belül a Proeulagus alnembe sorolja.

## Elterjedése
Őshonos Afrika nyílt pusztaságaiban, Ázsiában egészen Pakisztán és India határvidékéig, valamint Szardínia szigetén.

## Alfajai
A fokföldi nyúlnak 12 alfaja van:
- Lepus capensis capensis
- Lepus capensis aquilo
- Lepus capensis carpi
- Lepus capensis granti
- Lepus capensis aegyptius
- Lepus capensis hawkeri
- Lepus capensis isabellinus
- Lepus capensis sinaiticus
- Lepus capensis arabicus
- Lepus capensis atlanticus
- Lepus capensis whitakeri
- Lepus capensis schlumbergi

## Életmódja
A fokföldi nyúl egy éjjel aktív növényevő, jellemzően a füvet és egyéb cserjéket fogyaszt. Gyors állat.

### Fordítás
Ez a szócikk részben vagy egészben  a   Cape Hare című angol Wikipédia-szócikk fordításán alapul.  Az eredeti cikk szerkesztőit annak laptörténete sorolja fel. Ez a jelzés csupán a megfogalmazás eredetét és a szerzői jogokat jelzi, nem szolgál a cikkben szereplő információk forrásmegjelöléseként.